# Ercole contro Roma
 Hercule împotriva Romei  (titlu original:  Ercole contro Roma ) este un film italian  din 1964 regizat de Piero Pierotti despre eroul grec Hercule.  Rolurile principale au fost interpretate de actorii Alan Steel ca  Hercule, Wandisa Guida ca Ulpia și Livio Lorenzon ca Mansurio.  Scenariul este scris de Arpad DeRiso.

## Prezentare
Un prieten din copilărie îl invită pe Hercule să-l protejeze pe împăratul roman Gordiano, care este în pericol din cauza gărzilor sale pretoriene. Până când eroul ajunge în Italia și în capitala temporară romană din Ravenna , gardienii l-au ucis deja pe Împăratul blând și învățat, înlocuindu-l cu ofițerul lor Filippo Afro. Ulpia, fiica lui Gordiano, i se impune să se căsătorească cu fiul lui Filippo,  Rezio, pentru a lega familia  uzurpatorul de cea imperială. Hercule se angajează să facă dreptate, salvând-o pe Ulpia și ajutându-l pe marele general roman Lucio Traiano Decio să preia  tronul.

## Distribuție
- Alan Steel - Hercule
- Wandisa Guida - Ulpia
- Livio Lorenzon - Mansurio
- Daniele Vargas - Filippo Afro
- Dina De Santis - Arminia
- Tullio Altamura -  Lucillo
- Carlo Tamberlani -  Împărat Roman Gordiano
- Andrea Aureli  - Rosio
- Anna Arena -  Fenicia
- Nello Pazzafini  - Segesto
- Ignazio Balsamo - Tauras
- Attilio Dottesio - Satiro
- Salvatore Borghese - Mirko
- Mimmo Palmara - Lucio Traiano Decius